# Geitoneura theddora
Geitoneura theddora är en fjärilsart som beskrevs av Couchman 1953. Geitoneura theddora ingår i släktet Geitoneura och familjen praktfjärilar. Inga underarter finns listade i Catalogue of Life.